# Sedum jujuyense
Sedum jujuyense är en fetbladsväxtart som beskrevs av Elsa Matilde Zardini. Sedum jujuyense ingår i Fetknoppssläktet som ingår i familjen fetbladsväxter. Inga underarter finns listade i Catalogue of Life.